# Alex Greenwood
Pour les articles homonymes, voir Greenwood.
Alex Greenwood, née le 7 septembre 1993 à Liverpool, est une footballeuse internationale anglaise évoluant au poste de latéral gauche avec Manchester City depuis 2020.
Elle commence sa carrière dans son club formateur Everton FC de 2010 à 2014 avant de rejoindre Notts County (2015), Liverpool FC (2016 à 2018), Manchester United (2018 à 2019) puis l'Olympique lyonnais (2019 à 2020) avec lequel elle remporte la Ligue des champions.
Avec la sélection anglaise, elle atteint à la troisième place de la Coupe du monde 2015 en battant l'Allemagne.

## Carrière
Le 8 août 2019, Alex Greenwood signe un contrat d'un an avec l'Olympique lyonnais.
Le 9 août 2019 Greenwood remporte son deuxième titre avec la Coupe de France féminine de football 2019-2020.
Malgré l'arrêt du Championnat de France féminin de football 2019-2020 en raison de la pandémie de la Covid-19, elle est quand même sacrée championne avec l'Olympique lyonnais.
Le 30 août 2020, Greenwood remporte sa première Ligue des Champions féminine en remplaçant Eugénie Le Sommer à la 94e minute lors de la finale gagnée sur le score de 3-1 contre Wolfsburg.
le 9 septembre 2020, Greenwood rejoint sa coéquipière et compatriote Lucy Bronze à Manchester City.
Le 15 juin 2022, elle est sélectionnée par Sarina Wiegman pour disputer l'Euro 2022.
En 2023, elle est nommée pour le prix The Best – Joueuse de la FIFA.

## Statistiques
| Saison                | Club                  | Championnat           | Championnat | Championnat | Coupe(s) nationale(s) | Coupe(s) nationale(s) | Supercoupe | Supercoupe | Compétition(s) continentale(s) | Compétition(s) continentale(s) | Compétition(s) continentale(s) | Total | Total |
| Saison                | Club                  | Division              | M.          | B.          | M.                    | B.                    | M.         | B.         | Comp.                          | M.                             | B.                             | M.    | B.    |
| 2011                  | Everton FC            | FA WSL                | 7           | 0           | 0                     | 0                     | -          | -          | -                              | -                              | -                              | 7     | 0     |
| 2012                  | Everton FC            | FA WSL                | 10          | 0           | 3                     | 0                     | -          | -          | -                              | -                              | -                              | 13    | 0     |
| 2013                  | Everton FC            | FA WSL                | 12          | 1           | 3                     | 0                     | -          | -          | -                              | -                              | -                              | 15    | 1     |
| 2014                  | Everton FC            | FA WSL                | 14          | 0           | 5                     | 0                     | -          | -          | -                              | -                              | -                              | 19    | 0     |
| Sous-total            | Sous-total            | Sous-total            | 43          | 1           | 11                    | 0                     | -          | -          | -                              | -                              | -                              | 54    | 1     |
| 2015                  | Notts County          | FA WSL                | 14          | 1           | 8                     | 3                     | -          | -          | -                              | -                              | -                              | 22    | 4     |
| Sous-total            | Sous-total            | Sous-total            | 14          | 1           | 8                     | 3                     | -          | -          | -                              | -                              | -                              | 22    | 4     |
| 2016                  | Liverpool FC          | FA WSL                | 8           | 1           | 1                     | 0                     | -          | -          | -                              | -                              | -                              | 9     | 1     |
| 2017                  | Liverpool FC          | FA WSL                | 6           | 2           | -                     | -                     | -          | -          | -                              | -                              | -                              | 6     | 2     |
| 2017-2018             | Liverpool FC          | FA WSL                | 18          | 1           | 5                     | 1                     | -          | -          | -                              | -                              | -                              | 23    | 2     |
| Sous-total            | Sous-total            | Sous-total            | 32          | 4           | 6                     | 1                     | -          | -          | -                              | -                              | -                              | 38    | 5     |
| 2018-2019             | Manchester United     | Championship          | 18          | 4           | 9                     | 1                     | -          | -          | -                              | -                              | -                              | 27    | 5     |
| Sous-total            | Sous-total            | Sous-total            | 18          | 4           | 9                     | 1                     | -          | -          | -                              | -                              | -                              | 27    | 5     |
| 2019-2020             | Olympique lyonnais    | Division 1            | 11          | 0           | 4                     | 0                     | 1          | 0          | WCL                            | 1                              | 0                              | 17    | 0     |
| Sous-total            | Sous-total            | Sous-total            | 11          | 0           | 4                     | 0                     | 1          | 0          | -                              | 1                              | 0                              | 17    | 0     |
| 2020-2021             | Manchester City       | FA WSL                | -           | -           | -                     | -                     | -          | -          | WCL                            | -                              | -                              | 0     | 0     |
| Sous-total            | Sous-total            | Sous-total            | -           | -           | -                     | -                     | -          | -          | -                              | -                              | -                              | 0     | 0     |
| Total sur la carrière | Total sur la carrière | Total sur la carrière | 118         | 10          | 29                    | 5                     | 1          | 0          | -                              | 1                              | 0                              | 149   | 15    |

## Palmarès

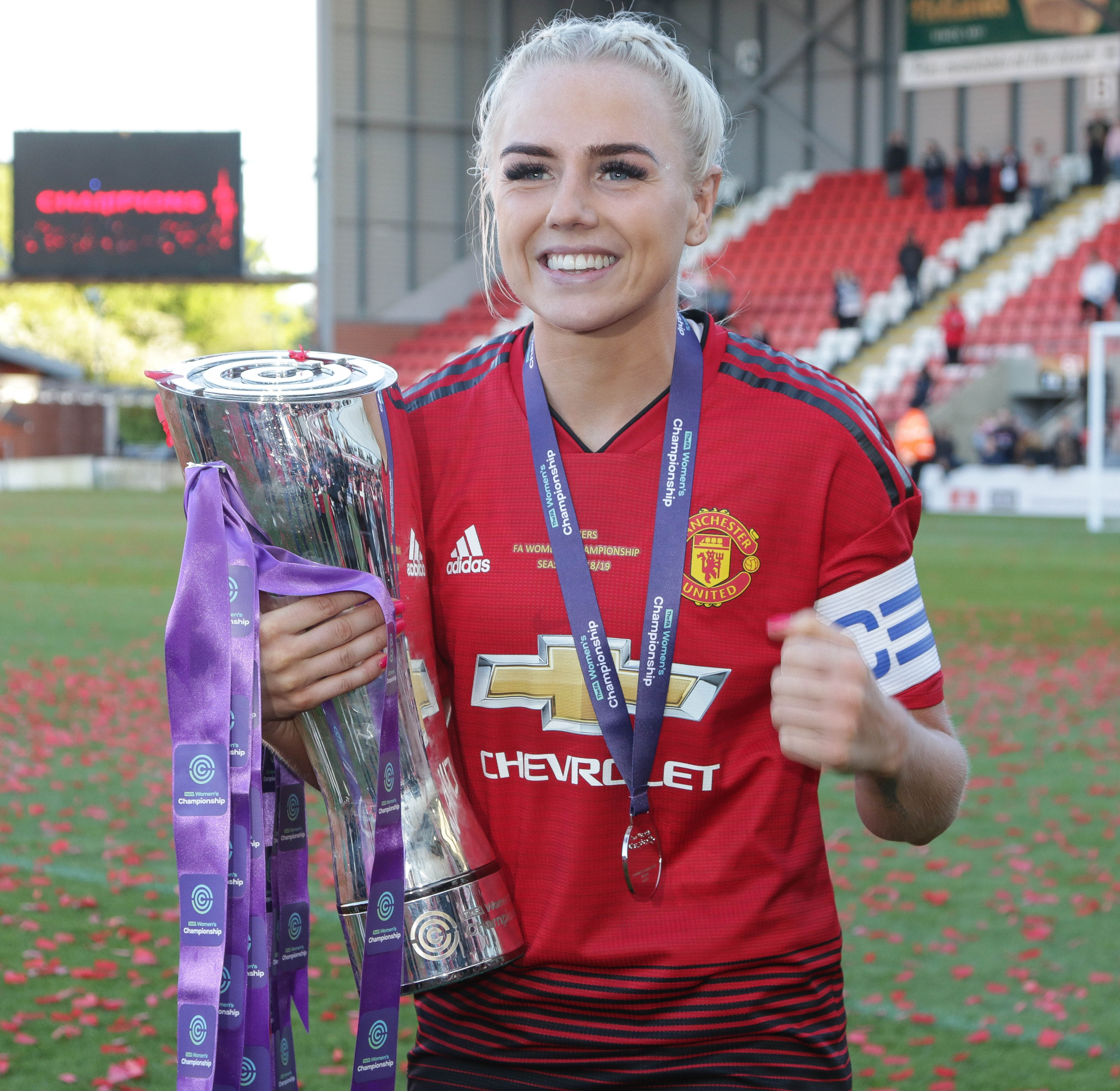
Alex Greenwood célébrant le titre de FA Women's Championship en 2019.

### En sélection
Équipe d'Angleterre (3) :
- Vainqueur du Tournoi de Chypre en 2015
- Vainqueur de la SheBelieves Cup en 2019
- Vainqueur du Championnat d'Europe en 2022 et 2025
- Troisième place à la Coupe du monde en 2015
- Vainqueur de la Finalissima féminine en 2023
- Finaliste de la Coupe du monde en 2023

### En club
Manchester United (1) :
- Vainqueur de la FA Women's Championship en 2019

 Olympique lyonnais (4) :
- Championne de France en 2020
- Vainqueur de la Coupe de France en 2020[9]
- Vainqueur du Trophée des championnes en 2019
- Vainqueur de la Ligue des champions en 2020

### Récompenses individuelles
- Élue FA Young Player of the Year en 2012
- Nommée dans l'équipe type de la WSL en 2016